# Gergő Lovrencsics
Gergő Lovrencsics (* 1. září 1988, Szolnok, Maďarsko) je maďarský fotbalový záložník a reprezentant, který momentálně působí v polském klubu Lech Poznań.
Mimo Maďarsko působil na klubové úrovni v Polsku.

## Reprezentační kariéra
Gergő Lovrencsics debutoval v A-mužstvu Maďarska 6. června 2013 v přátelském zápase proti Kuvajtu (výhra 1:0).
S maďarským národním týmem slavil v listopadu 2015 postup z baráže na EURO 2016 ve Francii. Německý trenér maďarského národního týmu Bernd Storck jej zařadil do závěrečné 23členné nominace na EURO 2016 ve Francii. Maďaři se ziskem 5 bodů vyhráli základní skupinu F. V osmifinále proti Belgii se po porážce 0:4 rozloučili s turnajem.